# Saint-M'Hervé

Saint-M'Hervé este o comună în departamentul Ille-et-Vilaine, Franța. În 1 ianuarie 2022 avea o populație de 1.357 de locuitori.